# Guglielmo Capodiferro
Guglielmo Capodiferro, detto anche Guglielmo di San Vittore (... – 1353), è stato un vescovo cattolico italiano.

## Biografia
Originario di San Vittore, presso Cassino, nel 1310 era scrittore presso la curia papale ad Avignone e, sotto i pontificati di Clemente V e Giovanni XXII, ottenne numerosi e cospicui benefici: fu, tra l'altro, canonico cattedrale di Agrigento, arcidiacono del capitolo di Aquino, abate di San Pietro in Loreto, preposito di San Pietro della Foresta e prebendario di Wambeek.
Nel 1321 fu incaricato, insieme con l'arcivescovo di Catania e con l'abate della Santissima Trinità di Mileto, di ricomporre il dissidio tra il re di Napoli, Roberto d'Angiò, e l'arcivescovo di Cosenza circa il possesso del castello di San Lucido.
Fu eletto vescovo di Penne e Atri nel 1321 e nel 1324, ma in entrambi i casi non accettò l'episcopato: le rendite della diocesi, infatti, erano inferiori a quello dei benefici ecclesiastici di cui era già titolare. A tali benefici rinunciò nel 1329, quando venne nominato cappellano papale e tesoriere del capitolo di San Martino a Tours.
Il 17 marzo 1340 venne eletto vescovo di Chieti e accettò di lasciare la curia pontificia.
Il suo episcopato fu funestato dal contrasto con il suo vassallo Francesco de Turre, colpevole di aver usurpato numerosi beni della diocesi: il vescovo scomunicò Francesco e i suoi sostenitori, che reagirono violentemente costringendo il presule all'esilio.
Morì nel 1353.

## Genealogia episcopale
La genealogia episcopale è:
- Cardinale Bertrando del Poggetto
- Vescovo Guglielmo Capodiferro